# 山下二枝
山下二枝（やました ふたえ、1924年〈大正13年〉12月24日 - 1991年〈平成3年〉11月24日）は、日本の教育者・教育学者・学校経営者。元藤女子大学及び藤女子短期大学学長。専門は数学教育、福祉教育。北海道出身。修道名は「シスター・マリア・レナータ」。
1946年（昭和21年）東京女子高等師範学校理科卒業後、札幌藤高等女学校教諭などを務める。1954年（昭和29年）新墾藤学園中学校を開設と共に同中学校数学教諭。1958年（昭和33年）新墾藤学園中学校教頭に就任。新墾藤学園高等学校を開設と共に、同高等学校数学教諭を兼任。1968年（昭和43年）学校法人新墾藤学園園長に就任。新墾藤学園中学校校長・新墾藤学園高等学校校長・新墾藤学園養護学校校長に就任。1970年（昭和45年）新墾藤学園廃止。新墾藤学園中学校・新墾藤学園高等学校・新墾藤養護学校廃校。社会福祉法人藤の園設立し、養護老人ホーム藤の園初代園長に就任。1973年（昭和48年）養護老人ホーム藤の園園長退任。学校法人藤学園理事。1974年（昭和49年）藤女子大学及び藤女子短期大学学長。1985年（昭和60年）藤女子大学及び藤女子短期大学学長退任。学校法人藤学園理事退任。藤女子大学文学部客員教授。1991年教員在職中に逝去。

## エピソード
養護老人ホーム藤の園開園にあたり園長就任のため玉川大学文学部教育学科通信教育課程を卒業し、社会福祉主事任用資格を取得した。